# سيريل فنسنت
سيريل فنسنت (16 فبراير 1902 في جنوب أفريقيا - 24 أغسطس 1968 في جنوب أفريقيا) (بالإنجليزية: Cyril Vincent)‏ هو لاعب كريكت جنوب أفريقي. شارك مع منتخب جنوب أفريقيا الوطني للكريكت.

## وصلات خارجية
- سيريل فنسنت على موقع إي آس بي آن كريك إنفو (الإنجليزية)